# Stoney
Stoney es el nombre del primer álbum de estudio del cantante estadounidense Post Malone. El álbum fue lanzado el 9 de diciembre de 2016 por Republic Records. El álbum cuenta con apariciones de otros artistas cómo Justin Bieber y Kehlani, junto a los raperos Quavo y 2 Chainz. La producción del álbum fue manejada por Metro Boomin, Vinylz, Frank Dukes, Illangelo, FKi, Charlie Handsome, Rex Kudo y Foreign Teck, entre otros. El álbum debutó y alcanzó el puesto número seis en el Billboard 200. El álbum fue certificado platino por la Recording Industry Association of America (RIAA).

## Lista de canciones
| Stoney" |                               | |                                   |          |  |
| N.º     | Título                        | Escritor(es)                                                                                                | Productor(es)                     | Duración |  |
| 1.      | «Broken Whiskey Glass»        | Post Malone, Trocon Roberts, Masamune Kudo, Idan Kalai                                                      | FKi 1st, Rex Kudo                 | 3:53     |  |
| 2.      | «Big Lie»                     | Post, Dijon McFarlane, Nicholas Audino, Lewis Hughes, Te Whiti Warbrick, Louis Bell, Carl Rosen             | DJ Mustard, Twice as Nice, Bell   | 3:27     |  |
| 3.      | «Deja Vu» (con Justin Bieber) | Post, Justin Bieber, Adam Feeney, Anderson Hernández, Matthew Tavares, Kaan Gunesberk, Julian Swirsky, Bell | Frank Dukes, Vinylz               | 3:54     |  |
| 4.      | «No Option»                   | Post, Idan Kalai, Roberts, Bell, Bieber, Michael Hancock, Michael McGinnis, Christopher Rude                | Cashi, FKi 1st, Bell              | 2:59     |  |
| 5.      | «Cold»                        | Post, Feeney, Roberts                                                                                       | FKi 1st, Frank Dukes, Bell        | 4:28     |  |
| 6.      | «White Iverson»               | Post, Roberts, Kudo, Dre London                                                                             | Post Malone, Rex Kudo             | 4:16     |  |
| 7.      | «I Fall Apart»                | Post, Carlo Montagnese, William Walsh                                                                       | Illangelo                         | 3:43     |  |
| 8.      | «Patient»                     | Post, Bell, Rosen                                                                                           | Bell                              | 3:14     |  |
| 9.      | «Go Flex»                     | Post, Ryan Vojtesak, Kudo, Kalai                                                                            | Charlie Handsome, Rex Kudo        | 2:56     |  |
| 10.     | «Feel» (con Kehlani)          | Post, Kehlani Parrish, Kalai, Vojtesak, Roberts                                                             | Cashio, Charlie Handsome, FKi 1st | 3:17     |  |
| 11.     | «Too Young»                   | Post, Michael Hernandez, Justin Mosley                                                                      | Foreign Teck, Mosley              | 3:57     |  |
| 12.     | «Congratulations»             | Post, Quavious Marshall, Leland Wayne, Feeney, Bell                                                         | Metro Boomin, Frank Dukes, Bell   | 3:40     |  |
| 13.     | «Up There»                    | Post, Pharrell Williams, Bell, Rosen                                                                        | Williams, Bell                    | 3:14     |  |
| 14.     | «Yours Truly, Austin Post»    | Post, Bell, Jahphet Landis, Leon Thomas                                                                     | Bell, Roofeeo, Thomas             | 3:39     |  |